# Szczyty-Dzięciołowo
Szczyty-Dzięciołowo (dodatkowa nazwa w języku białoruskim Шчыты-Дзенцëлава) – wieś w Polsce położona w województwie podlaskim, w powiecie bielskim, w gminie Orla.
W latach 1954–1957 wieś należała i była siedzibą władz gromady Szczyty-Dzięciołowo, po jej zniesieniu w gromadzie Orla. W latach 1975–1998 miejscowość administracyjnie należała do województwa białostockiego.
Prawosławni mieszkańcy wsi należą do miejscowej parafii Ścięcia Głowy św. Jana Chrzciciela, a wierni kościoła rzymskokatolickiego do parafii Najświętszej Opatrzności Bożej w Bielsku Podlaskim.

## Opis
Nazwa wsi pochodzi od nazwiska znamienitego rusko-litewskiego rodu Szczytów (Niemirowiczów-Szczyttów h. Jastrzębiec), do których dobra te należały w XV w. i w pierwszej połowie XVI w.. W XV w. właścicielem wsi pierwotnie zwanej Dzięciołowo był marszałek hospodarski Jakub Niemirowicz zwany Szczytem. Z tego czasu pochodzi nazwa Szczyty-Dzięciołowo, która została nadana  w celu upamiętnienia właściciela i odróżnienia od innej wsi w ziemi bielskiej, również o nazwie Dzięciołowo, a należącej do Tarusów.  
Po śmierci Jakuba Niemirowicza Szczyta (ok. 1493/1494 r.) dobra przeszły do jego syna marszałka hospodarskiego Jana Niemirowicza Szczytta (zwanego również Janem Szczyttowiczem), a następnie jedynej córki Jana - Jadwigi. Przed 1525 r. Jadwiga Niemirowicz-Szczytt (Jadwiga Szczytówna) poślubiła dworzanina hospodarskiego Jerzego (Irzyka) Olechnowicza h. Leliwa, bratanka kuchmistrza wielkiego litewskiego Piotra Olechnowicza. Wieś znajdowała się w posiadaniu ich potomków - rodu Irzykowiczów h. Leliwa - co najmniej do poł. XVII w.
We wsi znajduje się ufundowana w 1785 roku przez Jana Walentego Węgierskiego herbu Wieniawa w obrządku unickim cerkiew parafialna Ścięcia Głowy Św. Jana Chrzciciela z dzwonnicą, otoczona murem kamiennym w 1850 (od 1839 roku cerkiew jest prawosławna). Jej wnętrze ozdabiały m.in. obrazy Augustyna Mirysa. Na zewnątrz znajduje się bardzo cenna figura świętego Jana Nepomucena dłuta Jana Chryzostoma Redlera lub Sebastiana Fesigera ze Lwowa, który był jednym z najwybitniejszych przedstawicieli lwowskiej rzeźby rokokowej.
Po Walentym Węgierskim, wieś odziedziczył w 1796 roku usynowiony przez niego Antoni Wiewiórowski. Wzniósł on nowy dwór w Szczytach-Nowodworach, a następnie za zasługi dla wojska polskiego przed wyprawą Napoleona na Moskwę został mianowany przez Jana Henryka Dąbrowskiego na pułkownika narodowych wojsk polskich. Po śmierci Antoniego, dobra zostały podzielone pomiędzy jego synów: starszego Karola, który objął Szczyty-Nowodwory i młodszego Adolfa, który objął Szczyty-Dzięciołowo. Dwór w Dzięciołowie został zbudowany w 1819 roku i istniał do I wojny światowej. Granicą rozdzielającą dobra była, istniejąca do dzisiaj, murowana kapliczka. Następca Adolfa był Józef Antoni Wiewiórowski, który połączył dobra poprzez odkupienie w 1879 roku Nowodworów od Stefana, syna Karola Wiewiórowskiego. W czasie II wojny światowej potomkowie Wiewiórowskich, noszący nazwisko Ostasiewicz i Tymoszyccy zostali wywiezieni przez Rosjan do Kazachstanu i na Syberię.
We wsi od marca 2011 działa Centrum Edukacji i Promocji Kultury Białoruskiej „Szczyty” prowadzone przez Związek Młodzieży Białoruskiej.

## Zabytki

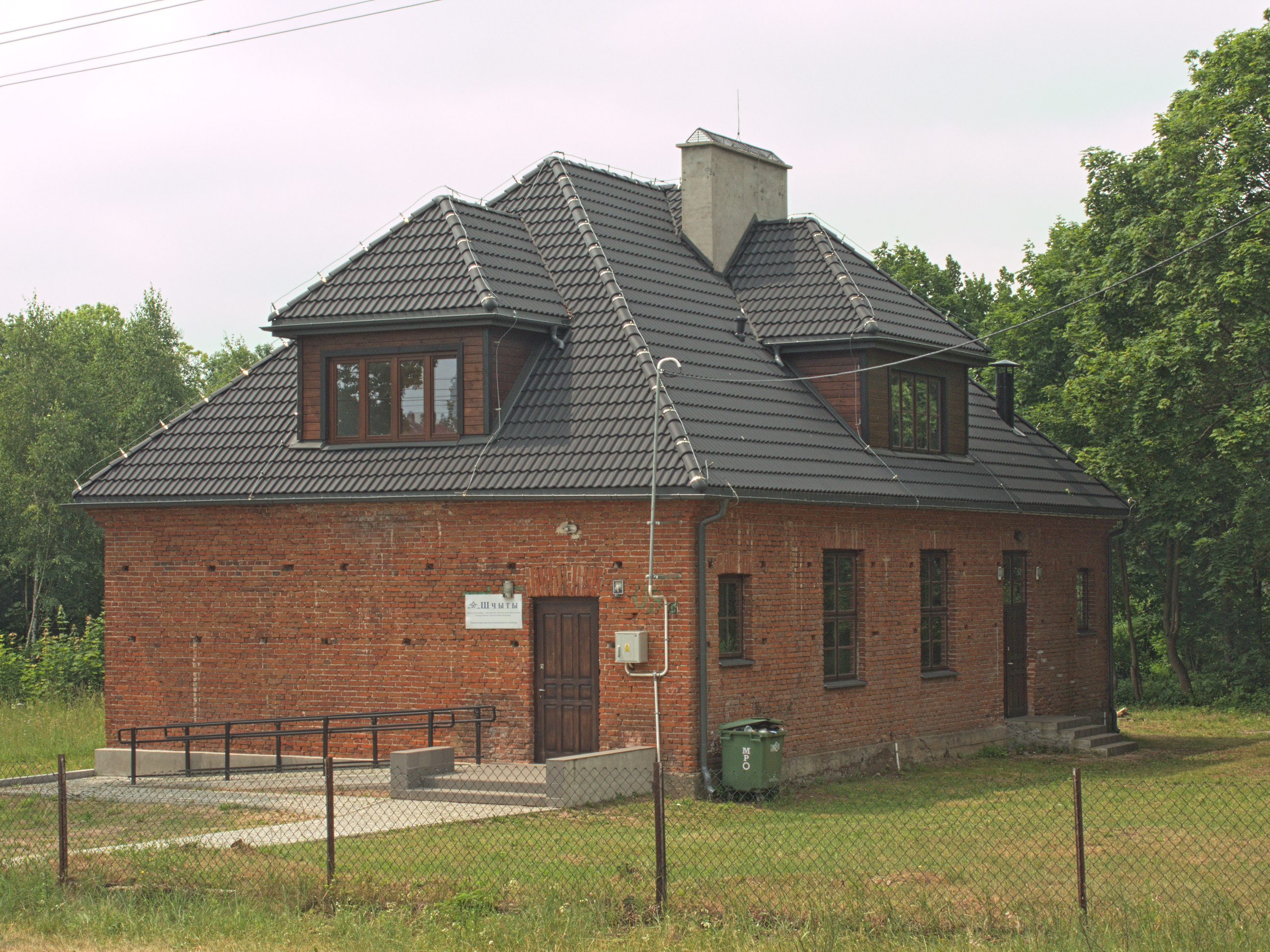
Centrum Edukacji i Promocji Kultury Białoruskiej „Szczyty”

- drewniana parafialna cerkiew prawosławna pod wezwaniem Ścięcia Głowy św. Jana (dawniej greckokatolicka), 1785, nr rej.:A-83 z 3.11.1951
- dzwonnica, nr rej.:A-83 z 3.11.1951
- cmentarz prawosławny, 2 poł. XVIII, nr rej.:A-83 z 14.11.1990[13].